# إيفان جورجييف بتروف
إيفان جورجييف بتروف (بالبلغارية: Иван Петров) هو فيزيائي بلغاري، ولد في 6 سبتمبر 1949 في شومن في بلغاريا.